# كيكو (لاعب كرة قدم برازيلي)
كيكو (بالبرتغالية: Josualdo Alves da Silva Oliveira‏) هو لاعب كرة قدم برازيلي، ولد في 24 أغسطس 1978 في بيرنامبوكو في البرازيل. لعب مع بوتافوغو ريغاتاس ونادي باسوش دي فيريرا.